# Idegenek áldozata
Az Idegenek áldozata (eredeti cím: Communion) 1989-ben bemutatott amerikai sci-fi horrorfilm Philippe Mora rendezésében. A forgatókönyvet saját, Communion című regénye alapján Whitley Strieber írta. A főbb szerepekben Christopher Walken és Frances Sternhagen látható.
Az Amerikai Egyesült Államokban 1989. november 10-én mutatták be. Magyarországon a MTV1 Egy nulladik típusú találkozás címmel sugározta először.[forrás?]

## Cselekmény
A film egy amerikai családról szól, mely földönkívüliekkel találkozik és az apát elrabolják az idegenek.

## Szereplők
| Szerep           | Színész            | Magyar hang         |
| ---------------- | ------------------ | ------------------- |
| Whitley Strieber | Christopher Walken | Haás Vander Péter   |
| Anne Strieber    | Lindsay Crouse     | Farkasinszky Edit   |
| Dr. Janet Duffy  | Frances Sternhagen | Szabó Éva           |
| Alex             | Andreas Katsulas   | Jantyik Csaba       |
| Sarah            | Terri Hanauer      | Kiss Virág Magdolna |
| Andrew Strieber  | Joel Carlson       | Czető Ádám          |